# Tarucus celis
Tarucus celis är en fjärilsart som beskrevs av Hans Fruhstorfer 1922. Tarucus celis ingår i släktet Tarucus och familjen juvelvingar. Inga underarter finns listade i Catalogue of Life.